# 高偉度
高偉度（葡萄牙語：Jorge Coelho，澳葡官方譯名有高偉度、高偉道兩種；1954年7月17日—2021年4月7日），葡萄牙政治人物。
高偉度曾就讀於哥英布拉大學科技學院，在康乃馨革命前後都是極左派人士。革命後，他成為人民民主聯盟的創始成員之一，隨後於1982年加入馬里奧·蘇亞雷斯領導的社會黨。
1988至1991年間，高偉度在葡屬澳門政府任職。
回到葡萄牙後，他與古德禮關係密切，協助其當選社會黨總幹事，以及在選舉中擊敗沈拜奧。
2021年4月7日，高偉度在到訪非蓋拉福什時因心動停止去世。

## 履歷
- 第十三屆憲法政府（英语：XIII Constitutional Government of Portugal）
  - 助理部長（葡萄牙語：Lista de ministros adjuntos de Portugal）
  - 內政部長
- 第十四屆憲法政府（英语：XIV Constitutional Government of Portugal）
  - 社會設施部長
  - 部長會議事務部長（英语：Presidency of the Council of Ministers (Portugal)）
  - 國務部長（葡萄牙語：Lista de ministros de Estado de Portugal）